# 14Y busz (Miskolc)
A miskolci 14Y-os buszjárat a Repülőtér és a Hejő-park kapcsolatát látja el a Búza tér érintésével.
A járat csak hétköznap közlekedik. Nincs sok indulása, összesen nyolc járat van egy nap, négy a repülőtérről, négy a Hejő-parktól.
A két állomás közti távot Repülőtér felé 38, Hejő-park felé 39 perc alatt teszi meg.
A járat 2021. február 1-től átmenetileg nem közlekedik. 

## Megállóhelyei
| 14Y (Repülőtér -Búza tér- Farkas Antal utca) |                         |      |                                                     | |
| Perc                                         | Megállóhely             | Perc | Átszállási lehetőségek                              | Intézmények |
| 0                                            | Repülőtér               | 32   | 8, 12, 14, 20, 24, 35R, 54, 240                     | Repülőtér, Autóbusz-állomás, Szentpéteri kapui temető, OBI áruház, Robert Bosch Park, nagybani piac                                                               |
| 2                                            | Napsugár otthon         | 30   | 12, 14, 20, 24, 35R, 54                             | Őszi Napsugár Otthon, Miskolci Rendészeti Szakközépiskola, TESCO áruház, Stop Shop                                                                                |
| 4                                            | Megyei Kórház           | 28   | 12, 14, 20, 24, 35R, 54                             | Megyei Kórház, József Attila Könyvtár |
| 6                                            | Levente vezér utca      | 26   | 12, 14, 20, 35R, 54                                 | Szentpéteri kapu |
| 8                                            | Álmos utca              | 24   | 12, 14, 20, 35R, 54                                 | |
| 10                                           | Szeles utca             | 22   | 1, 11, 12, 14, 20, 35R, 54                          | Miskolc Plaza, Macropolis épületkomplexum |
| 13                                           | Búza tér                | 19   | 1, 2, 3, 3A, 4, 7, 11, 20, 24, 28, 32, 43, ME Volán | |
| 15                                           | Petőfi tér              | 17   | 1, 11, 12, 14, 34, 34, 35R, 54                      | Deszkatemplom, „Deszkatemető”, Nemzeti Adó- és Vámhivatal |
| 16                                           | Hősök tere              | 16   | 14, 28, 34, 35, 35R, 43, 44                         | Hősök tere, Zsinagóga, Postapalota, Minorita templom, Földes Ferenc Gimnázium, Berzeviczy Gergely Szakközépiskola, Magyar Államkincstár, CIB Bank, Magyar Telekom |
| 17                                           | Villanyrendőr           | 14   | 14, 28, 34, 35, 35R, 43, 44 1, 2                    | Belváros, Szinva terasz, Miskolci Nemzeti Színház, Borsod Ingatlan, Tigáz Zrt.                                                                                    |
| 19                                           | Népkert                 | 13   | 2, 12, 14, 20, 22, 28, 34, 35, 35R, 43, 44          | Sportcsarnok, Jégcsarnok, műjégpálya, Megyei Könyvtár, Népkerti Vigadó, Népkert, mindszenti temető, Herman Ottó Múzeum, Népkerti Állatklinika, City Hotel Miskolc |
| 21                                           | SZTK Rendelő            | 11   | 2, 12, 14, 20, 22, 30, 31, 34, 35R, 43, 44          | Semmelweis kórház, Szent Ferenc kórház |
| 22                                           | Petneházy bérházak      | 9    | 2, 12, 14, 20, 22, 30, 31, 34, 35R, 43, 44          | Fáy András Közgazdasági Szakközépiskola |
| 24                                           | Tapolcai elágazás       | 8    | 2, 4, 12, 14, 20, 22, 30, 32, 34, 35R, 43, 44       | |
| 26                                           | Hejőcsabai városrész    | 6    | 4, 14, 43, 44                                       | Hejőcsaba |
| 28                                           | Hejőcsabai gyógyszertár | 5    | 4, 14, 43, 44                                       | Hejőcsabai gyógyszertár |
| 30                                           | Cementgyár              | 4    | 4, 14, 43, 44                                       | HOLCIM |
| ∫                                            | Mész utca               | 2    | 14, Auchan 2                                        | |
| 32                                           | Futó utca               | ∫    | 14                                                  | ME EK |
| 34                                           | Farkas Antal utca       | ∫    | 14                                                  | |
| 36                                           | Futó utca               | ∫    | 14                                                  | ME EK |
| 38                                           | Sütő János utca         | ∫    | 14, Auchan 2                                        | |
| 39                                           | Hejő-park               | 0    | 14, Auchan 2                                        | |